# Kraňské vévodství
Kraňské vévodství (slovinsky Vojvodina Kranjska, německy Herzogtum Krain) nebo také Krajinské vévodství je země, jež existovala v letech 1364–1918 na území současného Slovinska. V letech 1815–1918 bylo korunní zemí Rakouského císařství resp. Rakouska-Uherska. Jeho hlavním městem byl Laibach (česky Lublaň, německý název byl až do roku 1918 oficiálním názvem města), v současnosti jako Ljubljana je hlavním městem Slovinska.

## Historie
Od roku 976 spadalo Kraňsko pod vévodství korutanské. Od roku 1040 bylo markrabstvím pod vládou patriarchů akvilejských. Ve sporech o korutanské dědictví ve 13. století vystoupil se svým nárokem také český král Přemysl Otakar II., který se stal držitelem Kraňska v letech 1269–1276. Po jeho pádu se Kraňsko stalo v letech 1276–1335 majetkem tyrolských hrabat a od roku 1335 bylo součástí habsburských držav.
V roce 1364 bylo stávající markrabství povýšeno na vévodství a posléze se stalo jednou z habsburských dědičných a také korunních zemí. Od konce 15. století do 17. století trpělo Kraňské vévodství tureckými nájezdy. V 16. století bylo jedním z ohnisek luteránské reformace a dějištěm několika selských povstání (1515, 1525 a 1573).

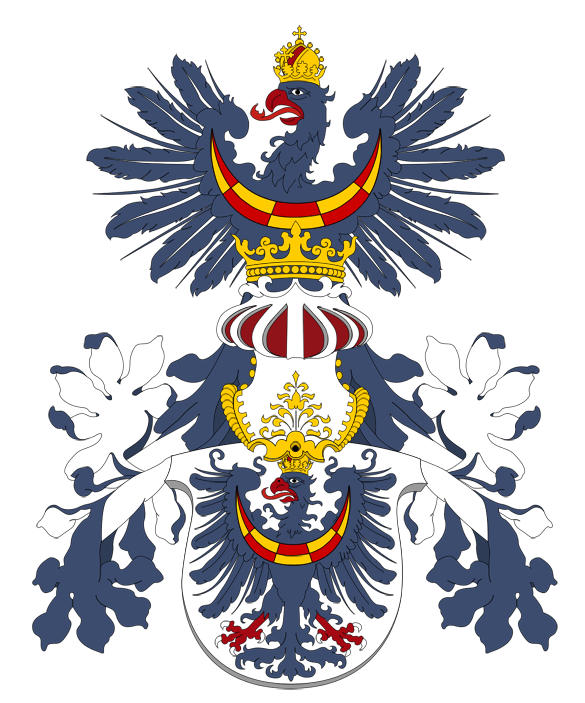
Znak kraňského vévody dle H. G. Ströhla

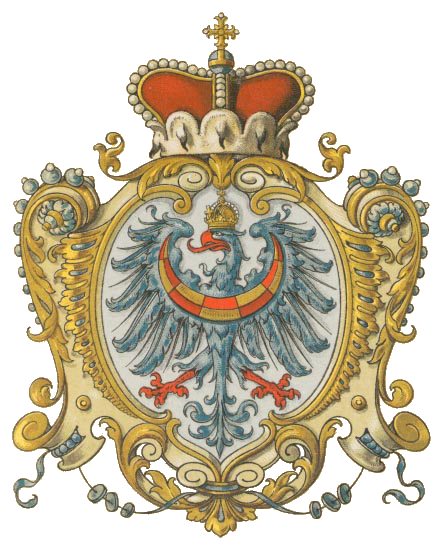
Znak vévodství dle H. G. Ströhla

V 19. století bylo přirozeně díky své poloze centrem slovinského národního hnutí, usilujícího za národní svobodu a nezávislost na Rakousku (např. idea „Velkého Slovinska“ či „Slovinského království“).
Za napoleonských válek v letech 1809–1813 bylo Kraňsko součástí tzv. Illyrských provincií náležejících Francii, po bitvě národů se však dostaly zpět pod rakouskou nadvládu. Ač měla francouzská nadvláda krátkého trvání, jde o jeden z mezníků slovinské historie. Napoleon Bonaparte přináší myšlenky nového společenského uspořádání (heslo: volnost, rovnost, bratrství) a zavádí je i na obsazeném území Habsburské monarchie. Slovinština se začala rozmáhat a pronikat do literatury právě za éry Ilyrských provincií (Slovinsko je proto jedním z mála států, kde je mimo Francii Napoleon oslavován).
V letech 1816–1849 tvořilo část Illyrského království, poté bylo až do roku 1918 jednou z korunních zemí Rakousko-Uherska s titulem vévodství. Po rozpadu Rakouska-Uherska v roce 1918 vešlo téměř celé území Kraňského vévodství do nového státu Slovinců, Chorvatů a Srbů resp. království Jugoslávie. Malý severozápadní cíp připadl spolu s bývalým Rakouským přímořím Itálii.